# 云南扁担杆
云南扁担杆（学名：Grewia yunnanensis）是锦葵科扁担杆属的植物，是中国的特有植物。分布于中国大陆的云南等地，目前尚未由人工引种栽培。其种加词 yunnanensis 意为“云南的”。
现接受名为朴叶扁担杆（Grewia celtidifolia Juss., 1804）。